# 미야자키현
미야자키현(일본어: 宮崎県, 문화어: 미야자끼현)은 일본 규슈 남동부에 있는 현이며 현청 소재지는 미야자키시이다. 남방의 느낌이 물씬 나는 기후 때문에 1960년대에는 니치난 지구(日南地区)를 중심으로 일본인들의 신혼 여행 메카로 번창했다.

## 지리
규슈의 동남단을 차지해 동경 130도 42부에서 131도 53부, 북위 31도 21부에서 32도 50부의 사이에 위치한다. 서쪽에 구마모토현과 가고시마현, 북쪽에 오이타현이 있다.

### 기후
전체적으로 일조 시간·강수량 모두 전국 상위권이며 와니쓰카산(鰐塚山)의 강수량은 일본에서도 최상위권에 들어간다. 평야 지역에서의 강설·적설은 드물고 미야자키시의 기상대에서는 눈이 관측되지 않는 해가 많다. 다만 산지에는 눈이 내리는 지역이 있어 일본 최남단의 천연 스키장이 있다. 여름은 남동계절풍에 의해 찌는 듯이 더운 상태가 계속되지만 갯바람이기 때문에 그리 덥지 않다. 오히려 산지로부터 불어오는 남서풍이 많아지는 장마 후반에 고온이 나타난다. 겨울은 마른 서풍이 탁월해 쾌청한 날이 많은 편이고 일본에서 겨울에 다조가 되는 지역에서는 가장 따뜻한 이 기후를 이용하는 스포츠 팀이나 골프 여행객들의 방문이 많다.

## 역사
메이지 유신의 폐번치현 때 옛 휴가국에 미야자키현이 설치되었다.

## 지역

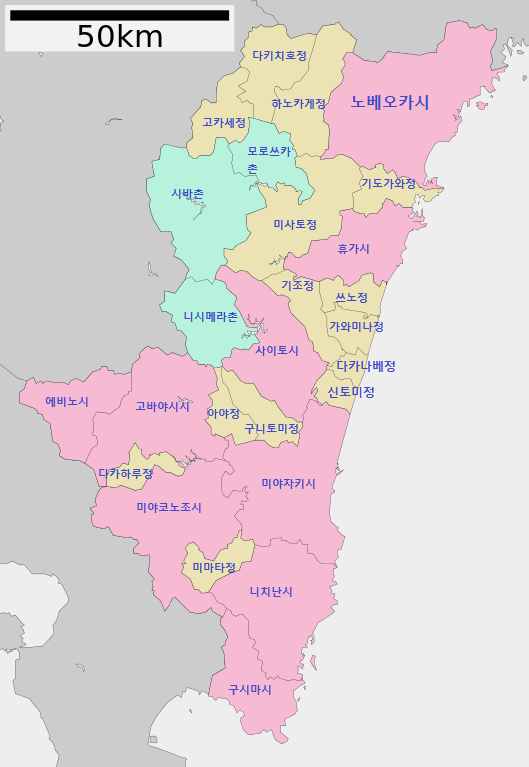
미야자키현의 지도

| - 노베오카시(延岡市) - 휴가시(日向市) - 히가시우스키군(東臼杵郡) - 가도가와정(門川町) - 모로쓰카촌(諸塚村) - 시바촌(椎葉村) - 미사토정(美郷町) - 니시우스키군(西臼杵郡) - 다카치호정(高千穂町) - 히노카게정(日之影町) - 고카세정(五ヶ瀬町) - 미야자키시(宮崎市) - 현청 소재지 - 사이토시(西都市) - 히가시모로카타군(東諸縣郡) - 구니토미정(國富町) - 아야정(綾町) - 고유군(兒湯郡) - 다카나베정(高鍋町) - 신토미정(新富町) - 니시메라촌(西米良村) - 기조정(木城町) - 가와미나미정(川南町) - 쓰노정(都農町) | - 미야코노조시(都城市) - 고바야시시(小林市) - 에비노시(えびの市) - 기타모로카타군(北諸縣郡) - 미마타정(三股町) - 니시모로카타군(西諸縣郡) - 다카하루정(高原町) - 니치난시(日南市) - 구시마시(串間市) |

### 합병으로 소멸된 지역
- 히가시우스키군(東臼杵郡)
  - 기타가와정(北川町)

## 경제

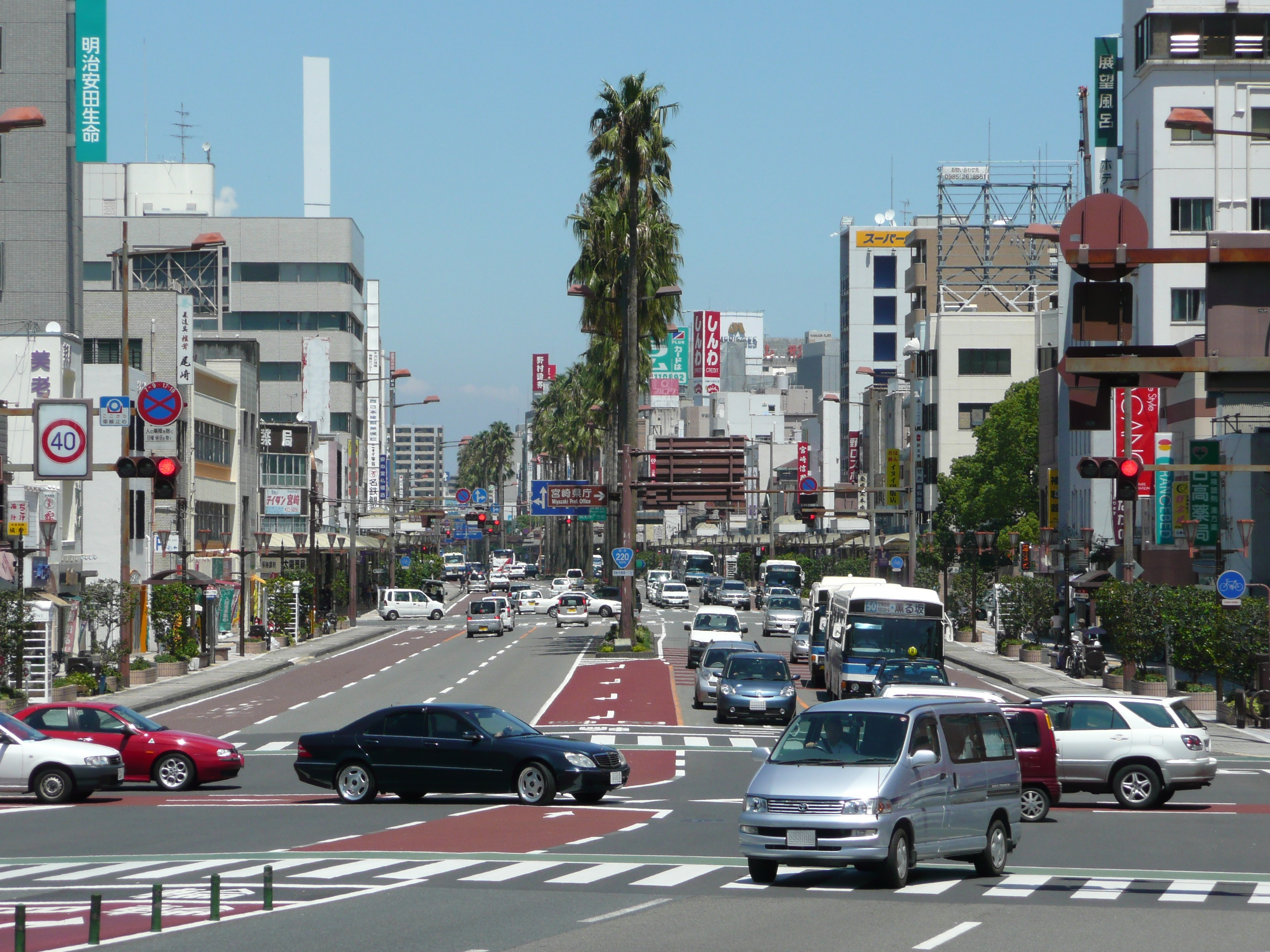
미야자키 시가지

현민 총소득 약 3조 16억 엔(전국 36위, 차지하는 비율 0.77%, 2000년), 1인당 소득 약 256만 엔(전국 37위, 전국 평균 약 308만 엔의 83%, 도쿄도의 58%)으로 저소득 자치단체이지만 물가 또한 낮기 때문에 소득 격차만큼의 생활 수준 차이는 적다. 제1차 산업의 비율이 일본 내에서 가장 높다(5.6%. 전국 평균은 1.2%). 오이, 피망, 스위트피, 무의 생산량은 일본에서 1위이다.
현의 경제 규모가 작고 다른 지역과의 교통편이 상대적으로 불편하다는 점이 커서 상권은 대부분 현내를 벗어나지 않는다. 현지에 백화점이 없기 때문에 쇼핑 수요는 가고시마, 구마모토, 후쿠오카 등 주변 지역으로의 유출이 많다. 슈퍼마켓 진출도 부진해서 대기업 마트의 진출이 아직 활성화되지 못하고 있다.

## 교통

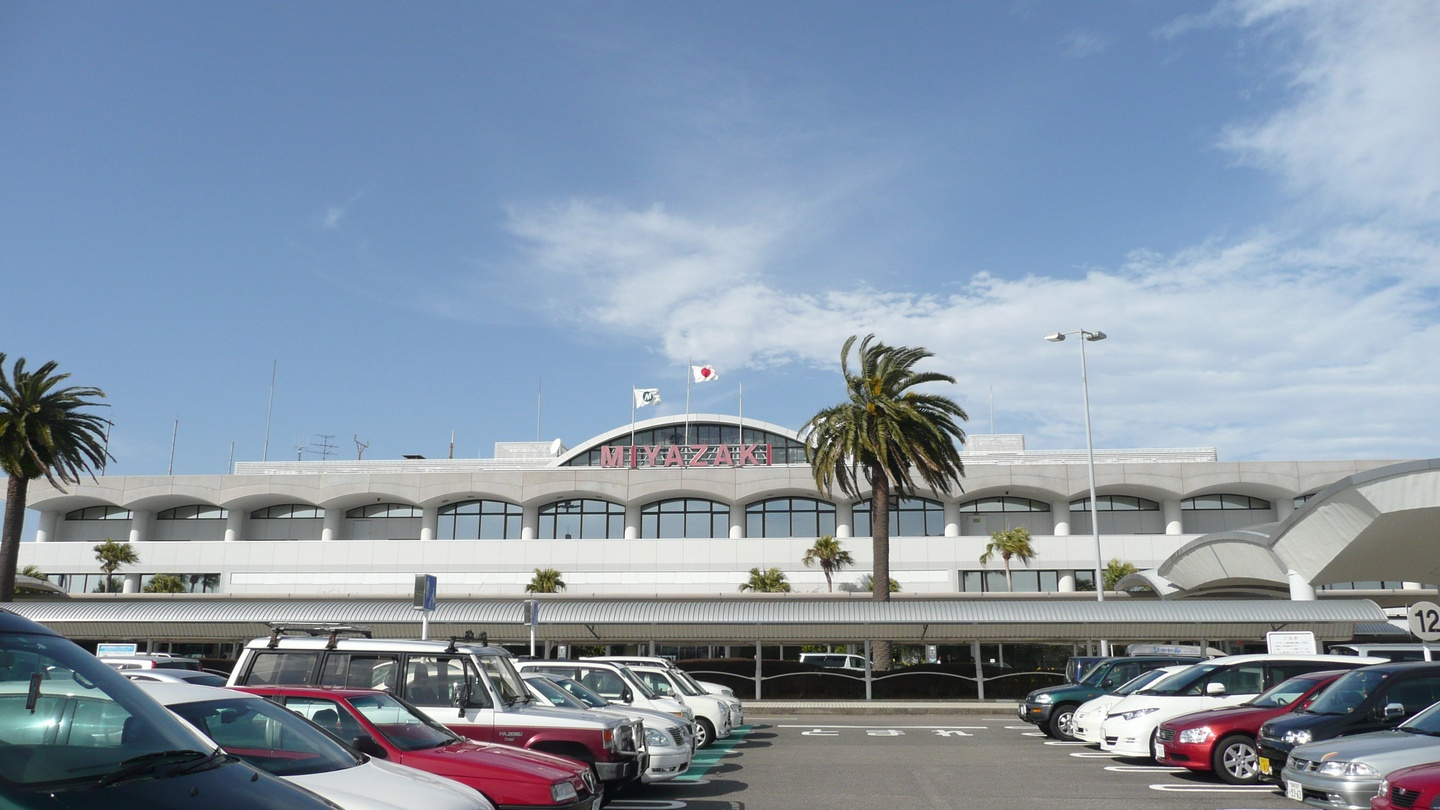
미야자키 공항

### 항공
- 미야자키 공항
  - 국내선: 도쿄, 오사카, 후쿠오카, 나하, 히로시마, 나고야, 나가사키
  - 국제선:  대한민국 인천국제공항,  중화민국 타이완 타오위안 국제공항

### 철도
- 규슈 여객철도
  - 닛포 본선(日豊本線)
  - 니치난선(日南線)
  - 미야자키 공항선(宮崎空港線)
  - 깃토선(吉都線)
  - 히사쓰선(肥薩線)

### 도로
- 고속도로
  - 규슈 자동차도
  - 히가시큐슈 자동차도
  - 미야자키 자동차도(일본어판)

- 국도
  - 국도 제10호선
  - 국도 제218호선 (일본)(일본어판)
  - 국도 제219호선 (일본)(일본어판)
  - 국도 제220호선 (일본)(일본어판)
  - 국도 제221호선
  - 국도 제222호선 (일본)(일본어판)
  - 국도 제223호선 (일본)(일본어판)
  - 국도 제265호선 (일본)(일본어판)
  - 국도 제268호선 (일본)(일본어판)
  - 국도 제269호선 (일본)(일본어판)
  - 국도 제325호선 (일본)(일본어판)
  - 국도 제326호선 (일본)(일본어판)
  - 국도 제327호선 (일본)(일본어판)
  - 국도 제388호선 (일본)(일본어판)
  - 국도 제446호선
  - 국도 제447호선 (일본)(일본어판)
  - 국도 제448호선 (일본)(일본어판)
  - 국도 제503호선 (일본)(일본어판)

## 관광
1960년대에는 신혼 여행의 메카로 일본에서 전국적으로 유명세를 타면서 '관광 미야자키'로서 지역 경제에 미치는 영향이 컸지만 일본인의 취향 변화에 맞춘 매력적인 컨텐츠 제공에 실패하여 미야자키 경제를 떠받치던 관광 산업은 침체에 빠지고 말았다. 미야자키의 이미지는 '남국 정서'에 기반한 것이었으나 1972년 오키나와 반환 이후 그러한 남국의 이미지는 오키나와로 옮겨갔다. 또 일본 대도시권에서 더 가까움에도 불구하고 오키나와현에 주어진 특례 조치로 항공권이 미야자키보다 오키나와가 더 싸기 때문에 교통비 면에서의 경쟁력도 없는 상황이다.
게다가 1990년대부터는 저렴해진 해외 관광지와의 경쟁까지 시작되었다. 값이 싼 중화인민공화국이나 가까운 대한민국, 대만, 괌 등지로의 여행객이 급증하였다. 또 유명한 온천이 있는 인근의 오이타현(벳푸), 구마모토현(아소), 가고시마현과 달리 미야자키에는 온천지대가 없는 것 또한 관광업 쇠락의 한 요인이 되었다.

## 언론

### 신문
- 미야자키 일일 신문
- 석간 데일리
- 요미우리 신문
- 아사히 신문
- 마이니치 신문
- 서일본 신문
- 남일본 신문

### 방송
- NHK 미야자키 방송국
- 미야자키 방송
- TV 미야자키